# 345P/LINEAR
Pour les articles homonymes, voir Comète LINEAR.
345P/LINEAR est une comète périodique du système solaire.
L'astre est tout d'abord identifié comme un astéroïde découvert le 28 septembre 2008 par le programme LINEAR et reçoit le nom de 2008 SH164.
Un lien est établi avec une comète repérée par le programme de relevé astronomique Mount Lemmon Survey le 29 août 2016: C/2016 Q3. Il s'agit d'un seul et même objet,.